# Purwosari (Kota Blora)
Purwosari is een bestuurslaag in het regentschap Blora van de provincie Midden-Java, Indonesië. Purwosari telt 2555 inwoners (volkstelling 2010).